# Lambert van Noort
Lambert van Noort (Amersfoort, circa 1520 - Antwerpen, 1571) was een Nederlandse schilder en tekenaar.

## Biografische aantekeningen
De in Amersfoort geboren van Noort vestigde zich halverwege de 16e eeuw in Antwerpen. Hij werd in 1549 als meester toegelaten tot het schildersgilde en verkreeg in 1550 het poorterschap van Antwerpen, waar hij zijn verdere leven zou blijven wonen en werken. Van Noort tekende voor zijn plaatsgenoot, de glasschilder Digman Meynaert, de ontwerpen (de zogenaamde cartons) voor diens gebrandschilderde glazen voor zowel de Mariakapel in de Oude Kerk in Amsterdam als voor de Goudse Sint-Janskerk. Hij tekende voor Amsterdam de cartons met de annunciatie en de visitatie en voor Gouda de cartons met de aankondiging van de geboorte van Johannes de Doper, de geboorte van Johannes de Doper en Christus onder de schriftgeleerden.
Van Noort was gehuwd met Katelijne van Broeckhuysen. Hij woonde in Antwerpen aan de Kammenstraat. Van Noort zou in 1571 in Antwerpen in "behoeftige omstandigheden" zijn overleden. Zijn zoon Adam werd evenals zijn vader schilder te Antwerpen.
Werk van Van Noort is onder meer opgenomen in de collectie van het Museum Gouda (de cartons). Tekeningen van hem bevinden zich in het Teylers Museum in Haarlem, het British Museum in Londen, de Albertina in Wenen en in een Brussels museum. Ander werk van Van Noort bevindt zich in het Museum voor Schone Kunsten en het Vleeshuis in Antwerpen.
- Biblioteca Nacional de España: XX1518127
- Biografisch Portaal: 00894785
- Gemeinsame Normdatei: 119406810
- International Standard Name Identifier: 0000 0000 5939 7832
- KulturNav: 49d1351d-ea3c-40b3-a6f3-c1ec7901abfd
- Library of Congress Control Number: n96061589
- Nationale Bibliotheek van Tsjechië: jn20000720197
- RKD-Nederlands Instituut voor Kunstgeschiedenis: 59908
- Système universitaire de documentation: 168588099
- Union List of Artist Names: 500003915
- Virtual International Authority File: 74662422
- WorldCat: E39PBJmpgpJMG3bYMgghR4v8md